# Sinnamary-Bürstenschwanzratte
Die Sinnamary-Bürstenschwanzratte (Isothrix sinnamariensis) lebt in der Region Guyanas im Nordosten von Südamerika und ist nur von wenigen Funden bekannt. Sie ist nach dem Fluss Sinnamary benannt, in dessen Nähe das Typusexemplar gefunden wurde.

## Merkmale
Mit einer Kopf-Rumpf-Länge von 212 bis 215 mm, einer Schwanzlänge von etwa 260 mm, mit 39 bis 42 mm langen Hinterfüßen und mit 14 bis 16 mm langen Ohren ist die Art eine recht kleine Stachelratte. Typisch für den Kopf sind lange Vibrissen und ein schwarzer Punkt hinter jedem Auge. Oberseits ist dunkelbraunes Fell vorhanden, das am Hinterteil und etwas an der Schnauze rötlicher wird. Auf der Unterseite ist helleres Fell vorhanden. Alle Haare sind an der Wurzel grau und an den Spitzen rotbraun bis orange. Der Schwanz ist an der Basis mit dickem Fell bedeckt, worauf ein Abschnitt mit lockigen Haaren folgt und an der Spitze bilden bis zu 35 mm lange Haare eine Quaste. Weitere Kennzeichen sind viele weiße Haare im Leistenbereich, breite Füße mit robusten Krallen sowie Haarbüschel im und am Ohr. Bei Weibchen sind die Zitzen paarig angeordnet und vier liegen im vorderen Teil der Unterseite, während zwei im Leistenbereich liegen. Bei der ähnlichen Flachland-Bürstenschwanzratte (Isothrix pagurus) ist der Schwanz im Verhältnis zum Körper länger und weniger behaart. Der diploide Chromosomensatz enthält 28 Chromosomen (2n=28).

## Verbreitung und Lebensweise
Funde dieses Nagetiers stammen aus dem Südosten von Guyana und aus dem östlichen Französisch-Guyana. Vermutlich erreicht die Art Suriname und das angrenzende Brasilien. Die Exemplare von Französisch-Guyana stammen aus dem Umfeld des Sinnamary, das infolge eines Staudammprojektes überschwemmt war. Sie hielten sich am Tage auf Bäumen auf. Das Individuum von Guyana ging in eine Lebendfalle, die 15 Meter über dem Grund in einem immergrünen Wald im Hügelland postiert war.

## Gefährdung
Die Überflutung hat sicherlich zum Verlust eines Teils des Verbreitungsgebiets geführt. Vermutlich war der Einfluss auf den Bestand der Art mäßig. Die IUCN listet die Sinnamary-Bürstenschwanzratte als nicht gefährdet (least concern).